# Ганс Файге
Макс Еріх Ганс Файге (нім. Max Erich Hans Feige; 10 листопада 1880, Кенігсберг — 17 вересня 1953, Бад-Шуссенрід) — німецький воєначальник, генерал кавалерії вермахту. Кавалер Німецького хреста в золоті.

## Біографія
22 березня 1900 року вступив у Прусську армію. Учасник Першої світової війни. Після демобілізації армії залишений у рейхсвері. 31 березня 1935 року вийшов у відставку.
26 серпня 1939 року призваний на службу і призначений командувачем 2-м військовим округом. 14 травня 1940 року очолив 36-те вище гірське командування, яке восени прибуло в Норвегію. В червні-листопаді 1941 року командування брало участь у радянсько-фінській війні на боці Фінляндії. Разом із Едуардом Дітлем і Ялмаром Сііласвуо керував операцією «Зільберфукс». Після невдалих спроб захопити мурманську залізницю 21 листопада 1941 року відправлений у резерв ОКГ, 30 червня 1942 року — у відставку.

## Звання
- Лейтенант (22 березня 1900)
- Оберлейтенант (18 жовтня 1909)
- Гауптман (18 грудня 1913)
- Майор (15 липня 1918)
- Оберстлейтенант (1 квітня 1925)
- Оберст (1 квітня 1928)
- Генерал-майор (1 жовтня 1931)
- Генерал-лейтенант (1 жовтня 1933)
- Генерал кавалерії запасу до розпорядження (1 квітня 1935)
- Генерал кавалерії до розпорядження (1 грудня 1940)

## Нагороди
- Залізний хрест 2-го і 1-го класу
- Орден «За військові заслуги» (Баварія) 4-го класу з мечами
- Орден Альберта (Саксонія), лицарський хрест 1-го класу з мечами
- Хрест «За військові заслуги» (Мекленбург-Шверін) 2-го класу
- Військовий Хрест Фрідріха-Августа (Ольденбург) 2-го і 1-го класу
- Орден Білого Сокола, лицарський хрест 1-го класу з мечами
- Орден дому Саксен-Ернестіне, лицарський хрест 1-го класу з мечами
- Королівський орден дому Гогенцоллернів, лицарський хрест з мечами
- Почесний хрест (Ройсс) 3-го класу з мечами
- Ганзейський Хрест (Любек)
- Хрест «За військові заслуги» (Австро-Угорщина) 3-го класу з військовою відзнакою
- Орден «За військові заслуги» (Болгарія), командорський хрест
- Нагрудний знак «За поранення» в чорному
- Хрест «За вислугу років» (Пруссія)
- Почесний хрест ветерана війни з мечами
- Застібка до Залізного хреста
  - 2-го класу (16 червня 1940)
  - 1-го класу (22 червня 1940)
- Німецький хрест в золоті (19 грудня 1941)
- Орден Білої троянди (Фінляндія), великий хрест з мечами